# Ärvings
Ärvings (finska: Vesala) är en stadsdel i Mellungsby distrikt i Helsingfors stad. 
Ärvings består främst av egnahemshus från 1950-talet och höghus från 1970-80-talet.